# Mogi Mirim Esporte Clube
El Mogi Mirim Esporte Clube es un club de fútbol brasileño de la ciudad de Mogi Mirim. Fue fundado en 1932 y jugó por última vez en 2021 en la cuarta división del Campeonato Paulista.

## Palmarés
Regionales
- Torneo Ricardo Teixeira: 1993.

Estatales
- Campeonato Paulista de Interior: 2012.
- Campeonato Paulista - Serie A2: 1985, 1995.

Categorías inferiores
- Campeonato Paulista Sub-20: 2006.

Nacionales
- Vicecampeón Campeonato Brasileiro Série C: 2001.